# ريموند آمسالم
ريموند آمسالم (بالعبرية: ריימונד אמסלם‏) هي ممثلة إسرائيلية، ولدت في 19 يوليو 1978 في إسرائيل.

## أعمال

### أفلام
- (2009) لبنان[1]
- (2010) مدير الموارد البشرية[2]

## وصلات خارجية
- ريموند آمسالم على موقع IMDb (الإنجليزية)
- ريموند آمسالم على موقع قاعدة بيانات الأفلام العربية
- ريموند آمسالم على موقع ألو سيني (الفرنسية)
- ريموند آمسالم على موقع ألو سيني (الفرنسية)
- ريموند آمسالم على موقع أول موفي (الإنجليزية)
- ريموند آمسالم على موقع أول موفي (الإنجليزية)
- ريموند آمسالم على موقع قاعدة بيانات الأفلام السويدية (السويدية)
- ريموند آمسالم على موقع قاعدة بيانات الفيلم (الإنجليزية)
- ريموند آمسالم على موقع كينوبويسك (الروسية)